# Somatina rubridisca
Somatina rubridisca là một loài bướm đêm trong họ Geometridae.